# Stor-Stråsan
Stor-Stråsan är en sjö i Falu kommun i Dalarna och ingår i Gavleåns huvudavrinningsområde. Sjön är 7 meter djup, har en yta på 0,631 kvadratkilometer och befinner sig 345,9 meter över havet. Vid provfiske har abborre och mört fångats i sjön.

## Delavrinningsområde
Stor-Stråsan ingår i det delavrinningsområde (675472-151165) som SMHI kallar för Utloppet av Stor-Stråsan. Medelhöjden är 364 meter över havet och ytan är 2,15 kvadratkilometer. Det finns inga avrinningsområden uppströms utan avrinningsområdet är högsta punkten. Vattendraget som avvattnar avrinningsområdet har biflödesordning 2, vilket innebär att vattnet flödar genom totalt 2 vattendrag innan det når havet efter 123 kilometer. Avrinningsområdet består mestadels av skog (62 procent). Avrinningsområdet har 0,63 kvadratkilometer vattenytor vilket ger det en sjöprocent på 29,3 procent.